# Вернувшиеся (спектакль)
«Вернувшиеся» — российский иммерсивный спектакль по мотивам пьесы Генрика Ибсена «Привидения».
Действие спектакля происходит на четырёх этажах особняка XIX века в историческом центре Санкт-Петербурга на Дворцовой набережной, 20.
В спектакле более чем 240 сцен, многие из которых разворачиваются одновременно. Продолжительность спектакля около двух с половиной часов.

## О спектакле
- Режиссёры — Мигель, Виктор Карина, Мия Занетти
- Хореографы-постановщики — Мигель, Алексей Карпенко, Ольга Бараньяи
- Художники-постановщики — Александра Пятницкая
- Композитор — Антон Беляев
- Актёры — Асмус Кристина, Бабенкова Татьяна, Бараняй Ольга, Басанова Баина, Борисенко Денис, Вардеванян Арам, Вебер Роман, Вечерик Ольга, Вядро Анастасия, Зорина Екатерина, Игнатьева Лилия, Карпов Николай, Карх Андрей, Крамаренко Екатерина, Липовский Сергей, Лопатина Мария, Маликов Владимир, Медведев Егор, Мотов Илья, Мошечков Антон, Муравицкий Александр, Нагиев Кирилл, Павлова Маргарита, Панаитова Вероника, Плотников Константин, Прокопьева Мария, Собачкин Дмитрий, Соколова Олеся, Федынко Артур, Цулукидзе Бека, Шигин Семен, Шильников Алексей, Шкирандо Валерия, Шустрова Софья.

Над оригинальной версией спектакля «Вернувшиеся» работала американская команда Journey Lab и российская продюсерская компания YBW. Предпремьерные показы спектакля состоялись в ноябре 2016 года в Москве в рамках фестиваля Нового европейского театра «NET». В 2019 году шоу переехало в Санкт-Петербург.
В кастингах «Вернувшихся» приняли участие более 900 артистов со всех концов России. В ходе репетиций американские режиссёры Виктор Карина и Мия Занетти обучили актеров работать по-новому с пространством и телом, используя техники иммерсивного спектакля.
На данный момент в состав труппы входит 31 профессиональный актёр и танцовщик.
Режиссёр, Виктор Карина (Victor Carinha):

Иммерсивные постановки сейчас стали главным мировым театральным трендом. Каждый из нас хоть раз мечтал оказаться внутри фильма, спектакля или книги, пережить все события вместе с персонажами. Иммерсивный театр дарит зрителю уникальную возможность вовлечься в действие не только эмоционально, но и физически: чувствовать запахи и прикосновения, исследовать пространство на ощупь, взаимодействовать с актерами и «прожить» собственную сюжетную линию.

## Действующие лица
- Капитан Элиас Алвинг — муж Хелен Алвинг. В спектакле его «призрак» является одним из главных героев.
- Хелен Алвинг — вдова Капитана Алвинг.
  - Альтер эго Хелен — воплощение Хелен Алвинг. Делает всё то, чего не позволяет себе сама Хелен.
- Освальд Алвинг — сын Хелен и Капитана Алвинга. Молодой художник, вернувшийся из Парижа.
  - Альтер эго Освальда — отражение Освальда, символизирует тяжелую болезнь молодого человека.
- Пастор Мандерс — близкий друг семьи Алвингов. По-своему несчастный человек, который до смерти боится своих слабостей.
  - Альтер эго Пастора — воплощение Пастора. Представляет более честную, но менее благочестивую его версию.
- Регина — красивая молодая девушка, воспитывается в доме Алвингов с детства.
  - Альтер эго Регины — воплощение Регины. Показывает эмоции и переживания героини.
- Якоб — отец Регины.
- Йоханна — мать Регины. Была служанкой в доме Алвингов. В спектакле представлена в образе призрака.
- Агата — служанка в доме Алвингов. Мечтает избавить маму от необходимости мыть полы.
- Анна — вторая служанка в доме Алвингов. Девушка получила образование в воскресной католической школе, но интересуется оккультизмом.
- Ингрид — третья служанка в доме Алвингов. Девушка знатного происхождения.
- Ганс — слуга Алвингов, член семьи, которая на протяжении нескольких поколений уже служит в этом доме. Добросовестный и дружелюбный юноша.
- Олав — второй слуга в доме Алвингов.
- Карл — третий слуга в доме Алвингов. Бывший моряк, получивший травму спины на службе.
- Арни — личный слуга Освальда Алвинга. Алчный и завистливый.

## Сюжет
Когда молодой Освальд Алвинг возвращается в поместье своей семьи, чтобы воссоединиться со своей овдовевшей матерью, он неосознанно открывает дверь в прошлое. По прибытии он находит дом, который так прекрасно сохранился со дня, когда он оставил его, и мать Хелен Алвинг, которая погружена в дела открытия приюта в честь своего покойного мужа.
Вместе со старым другом семьи пастором Мандерсом, который помогает с делами приюта, Хелен погружается в воспоминания, открывая семейные тайны. Откровения вызывают цепную реакцию среди всех жителей дома, обнажая их истинные мотивы и желания.
Освальд открывает своей матери настоящую причину, почему он вернулся домой — он умирает и ищет того, кто сможет облегчит его участь и способствовать быстрой и безболезненной смерти. Опасаясь эмоциональных потрясений своей матери, он обращается за помощью к горничной Регине.
События вечера в доме Алвингов перерастают в большую трагедию. Хелен пытается восстановить утраченное равновесие и мир, проливая свет на каждую тайну, которые она похоронила много лет назад. В конце концов, она остается наедине с тяжелым решением, которое ей предстоит принять. Она должна выбрать между тем, что она любит, и тем, что соответствует моральным принципам, таким образом восстановив баланс и навсегда избавиться от истории дома Алвингов.

## Производство
Оригинальная версия шоу «Вернувшиеся» поставлена театральной компанией Journey Lab совместно с американскими режиссёрами Виктором Карина (Victor Carinha) и Мией Занетти, в сотрудничестве с YBW.
Мигель, продюсер и художник-постановщик «Вернувшихся»:

Шоу — это часовой механизм, где все рассчитано до секунды: 240 сцен проходят параллельно на протяжении двух с половиной часов в 50 комнатах особняка, некоторые из которых являются тайными.

## Правила шоу
Согласно правилам шоу, лицо зрителя должно быть скрыто маской. Также запрещается разговаривать, дотрагиваться до актёров и пользоваться мобильными устройствами. Зритель самостоятельно определяет для себя продолжительность спектакля и свой маршрут по особняку.

## Особняк
Старинный особняк XVIII века на Дворцовой набережной — это площадка с уникальными декорациями в самом центре Петербурга. Помимо иммерсивного шоу «Вернувшиеся» в репертуарном театре «Особняк» на Дворцовой набережной, 20 проходят и другие спектакли: шоу-променад «Письма» и иммерсивный мистический балет «Превращение».

## Награды и номинации
Иммерсивный спектакль «Вернувшиеся» выдвинут на соискание премии «Золотая маска» 2018 в номинации «Эксперимент».

## Отзывы и критика
По мнению «Афиши», в 2016 году спектакль стал «самым эффектным театральным шоу сезона»:

«Вернувшиеся» — вещь, настолько качественно исполненная, многогранная, исторически достоверная и эротичная, что хочется немедленно привести сюда за руку всех апологетов всего «классического» вместе с любителями подчеркнуто «современного».
«Российская газета» отметила новаторскую технику режиссёров и постановщиков: «действительно новый, задевающий зрителя способ рассказа истории».
Обозреватель «Interview Russia» определил «Вернувшихся» как «иммерсивность года».
Однако далеко не все с энтузиазмом восприняли новую форму подачи спектакля. Некоторые зрители отмечают неудобства, связанные со свободным перемещением большого количества людей в пространстве. По мнению радиопродюсера Ильи Ефимова, понять суть происходящего в залах особняка очень сложно, не помогает даже заранее прочитанное либретто произведения Ибсена.

## Приквел
9 ноября 2017 года в Санкт-Петербурге состоялась премьера второго иммерсивного спектакля компании Journey Lab, с YBW — «Безликие». Это приквел «Вернувшихся», рассказывающий о том, что происходило накануне событий «Привидений» Ибсена.
Действие разворачивается одновременно на четырёх этажах старинного особняка на Дворцовой набережной. Зрителю предоставляют многоуровневое здание со сложной логистикой. Внутри выстроен целый город с центральной улицей.

## Интересные факты
- Постановка вдохновлена и во многом перекликается по стилю с работами Дэвида Линча.
- Специально для шоу в доме площадью порядка 1500 квадратных метров были проложены 15 километров проводов и установлено несколько тонн скрытого звукового и светового оборудования.
- Если сыграть все эпизоды подряд, то постановка растянется на 9 часов.
- В отличие от первоисточника, в спектакле присутствует дополнительная линия. Также представлены новые герои — слуги, рассказывающие свои истории. У каждого из основных персонажей есть двойник или альтер эго.